# Stack Exchange
Stack Exchange is een netwerk van websites waar mensen vragen kunnen stellen en beantwoorden over verschillende onderwerpen. Stack Exchange is onderverdeeld in verschillende websites, die elk een aparte categorie behandelen. Deze categorieën zijn voornamelijk gericht op de ict en het programmeren.

## Het doel
Door middel van het plaatsen van vragen, kunnen andere gebruikers een antwoord geven op de vraag. Stack Exchange gebruikt een zogeheten reputatie-systeem. Bij een hoge reputatie kan een gebruiker meer rechten uitvoeren op de website, zoals het stemmen of bewerken van vragen.